# We Are Planet Perfecto Volume 5 – Back to My House
We Are Planet Perfecto Volume 5 – Back to My House – album kompilacyjny angielskiego DJ-a i producenta muzycznego Paula Oakenfolda. Wydany został 9 października 2015 roku nakładem wytwórni płytowej Perfecto Records.

## Lista utworów
Opracowano na podstawie materiału źródłowego.

### CD 1
| 1.  | Donatello – "Story (Donatello & Arnas D Radio Edit)"                                                  | 3:34    |
|     | |         |
| 2.  | Krankbrother – "When You're Watching Me (Radio Edit)"                                                 | 3:58    |
|     | |         |
| 3.  | Mier – "Dreamin (Fractal Architect Radio Edit)"                                                       | 3:46    |
|     | |         |
| 4.  | Philthy Chit – "People, Places (Radio Edit)"                                                          | 3:22    |
|     | |         |
| 5.  | Alexey Sonar & Sebastian Weikum – "Monsoon (Club Radio Edit)"                                         | 4:08    |
|     | |         |
| 6.  | Paul Oakenfold feat. Tawiah – "Lonely Ones (Paul Oakenfold Future House Radio Edit)"                  | 3:32    |
|     | |         |
| 7.  | Jolyon Petch – "My Heart (2015 eSQUIRE Radio Edit)"                                                   | 2:52    |
|     | |         |
| 8.  | Paul Oakenfold & Joyriders feat. Ce Ce Peniston – "The DJ Made Me Stay (Radio Edit)"                  | 3:15    |
|     | |         |
| 9.  | Art Deko – "I Need You (Radio Edit)"                                                                  | 3:41    |
|     | |         |
| 10. | Paul Oakenfold – "Otherside (Future House Radio Edit)"                                                | 3:48    |
|     | |         |
| 11. | Paul Oakenfold feat. Angela McCluskey – "You Could Be Happy (Paul Oakenfold Future House Radio Edit)" | 3:04    |
|     | |         |
| 12. | Paul Oakenfold & Cassandra Fox – "Touch Me (Carl Norén & Swedish Egil Radio Edit)"                    | 3:46    |
|     | |         |
| 13. | James Egbert – "Underdog (Radio Edit)"                                                                | 3:24    |
|     | |         |
| 14. | Alex Gaudino & Manufactured Superstars feat. Zak Waters – "Lights Go Out (Radio Edit)"                | 3:30    |
|     | |         |
| 15. | Art Deko – "Liberation (Instrumental Radio Edit)"                                                     | 2:39    |
|     | |         |
| 16. | Flynn & Denton – "Second Chapter (Gai Barone Remix Edit)"                                             | 4:09    |
|     | |         |
| 17. | Puremusic – "Stars (2015 Rework Edit)"                                                                | 3:50    |
|     | |         |
|     | | 1:00:18 |
|     | |         |

### CD 2
| 1.  | Royksopp – "I Had This Thing (Edit)"                                                               | 3:43    |
|     | |         |
| 2.  | Dallonte & P.R.O.S.T. – "Mason (Radio Edit)"                                                       | 3:15    |
|     | |         |
| 3.  | Otto Knows – "Next to Me (Grum Remix)"                                                             | 5:28    |
|     | |         |
| 4.  | Philthy Chit – "Delerium (Radio Edit)"                                                             | 3:30    |
|     | |         |
| 5.  | Kenneth Thomas feat. Colleen Riley – "The Heart Speaks (Roddy Reynaert Radio Edit)"                | 3:15    |
|     | |         |
| 6.  | 2Symmetry – "Playground (Radio Edit)"                                                              | 4:02    |
|     | |         |
| 7.  | Mike Efex – "Red Sky (Edit)"                                                                       | 2:33    |
|     | |         |
| 8.  | Nicky Romero & Vicetone feat. When We Are Wild – "Let Me Feel (Matty Menck & Basti M Rework Edit)" | 3:05    |
|     | |         |
| 9.  | FiEND.iSH – "My House (Radio Edit)"                                                                | 3:34    |
|     | |         |
| 10. | Above & Beyond feat. Zoe Johnston – "Peace of Mind (Arty Remix Edit)"                              | 3:40    |
|     | |         |
| 11. | Cuebrick – "Demon (Kago Pengchi Radio Edit)"                                                       | 3:39    |
|     | |         |
| 12. | Johnny Yono – "Flux (Radio Edit)"                                                                  | 3:39    |
|     | |         |
| 13. | Will Atkinson presents Darkboy – "Walk the Talk (Radio Edit)"                                      | 3:37    |
|     | |         |
| 14. | Future Disciple – "The Fog (Radio Edit)"                                                           | 3:45    |
|     | |         |
| 15. | RAM & James Dymond feat. Kim Kiona – "End of Times (Paul Thomas & Shadow of Two Remix Edit)"       | 3:55    |
|     | |         |
| 16. | Greg Downey & Bo Bruce – "These Hands I Hold (Johnny Yono Radio Edit)"                             | 3:40    |
|     | |         |
| 17. | Hibernate feat. Victoria Gydov – "Lux Tua (Paul Oakenfold Radio Edit)"                             | 3:38    |
|     | |         |
| 18. | Angry Man & Harmonic Rush – "Purple Haze (Radio Edit)"                                             | 3:55    |
|     | |         |
| 19. | Sylvermay – "Redlight (Radio Edit)"                                                                | 2:49    |
|     | |         |
| 20. | John Graham – "Something New (06R Radio Edit)"                                                     | 4:04    |
|     | |         |
|     | | 1:12:46 |
|     | |         |